# Torreciudad

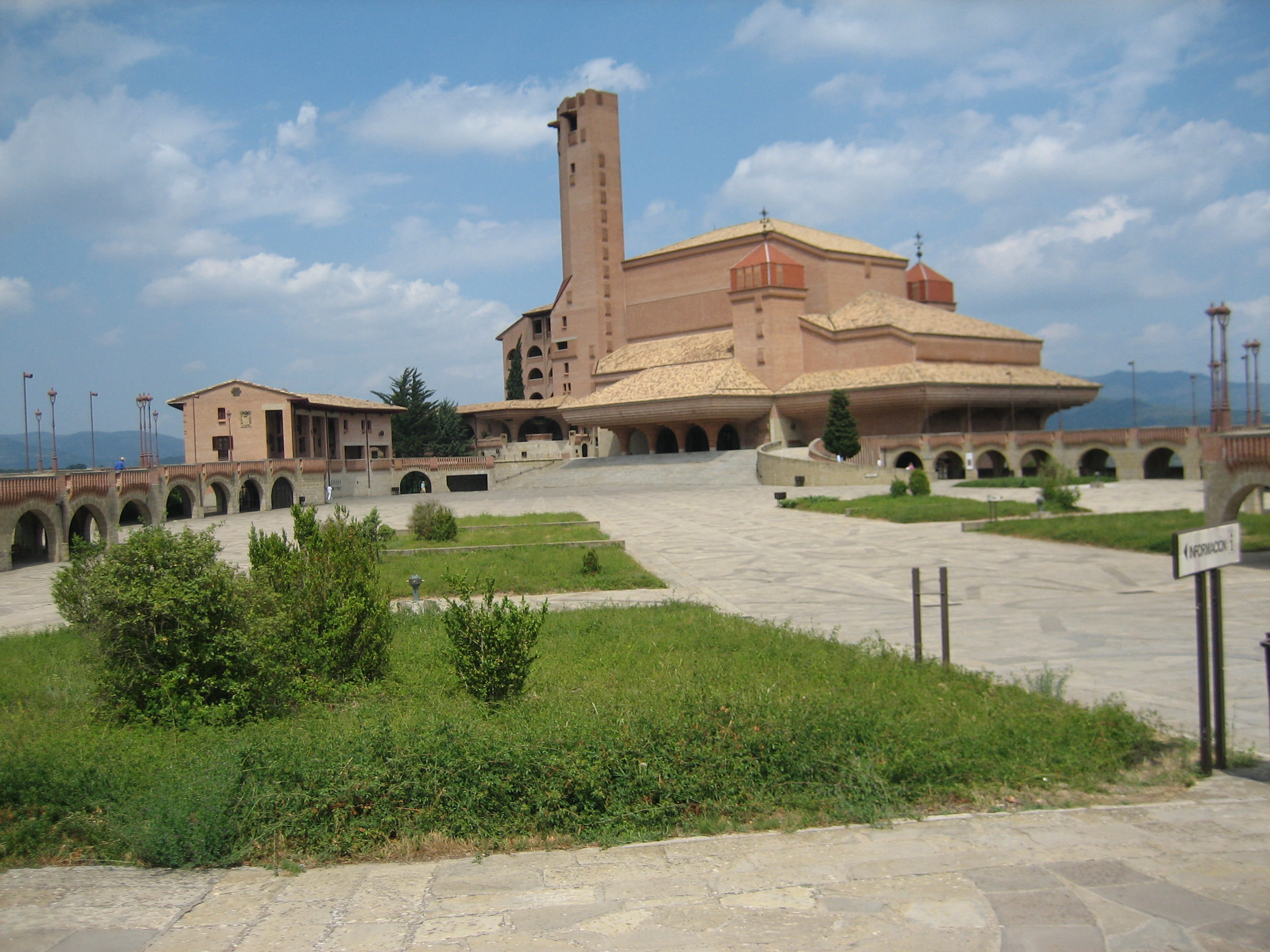
Die Wallfahrtsstätte

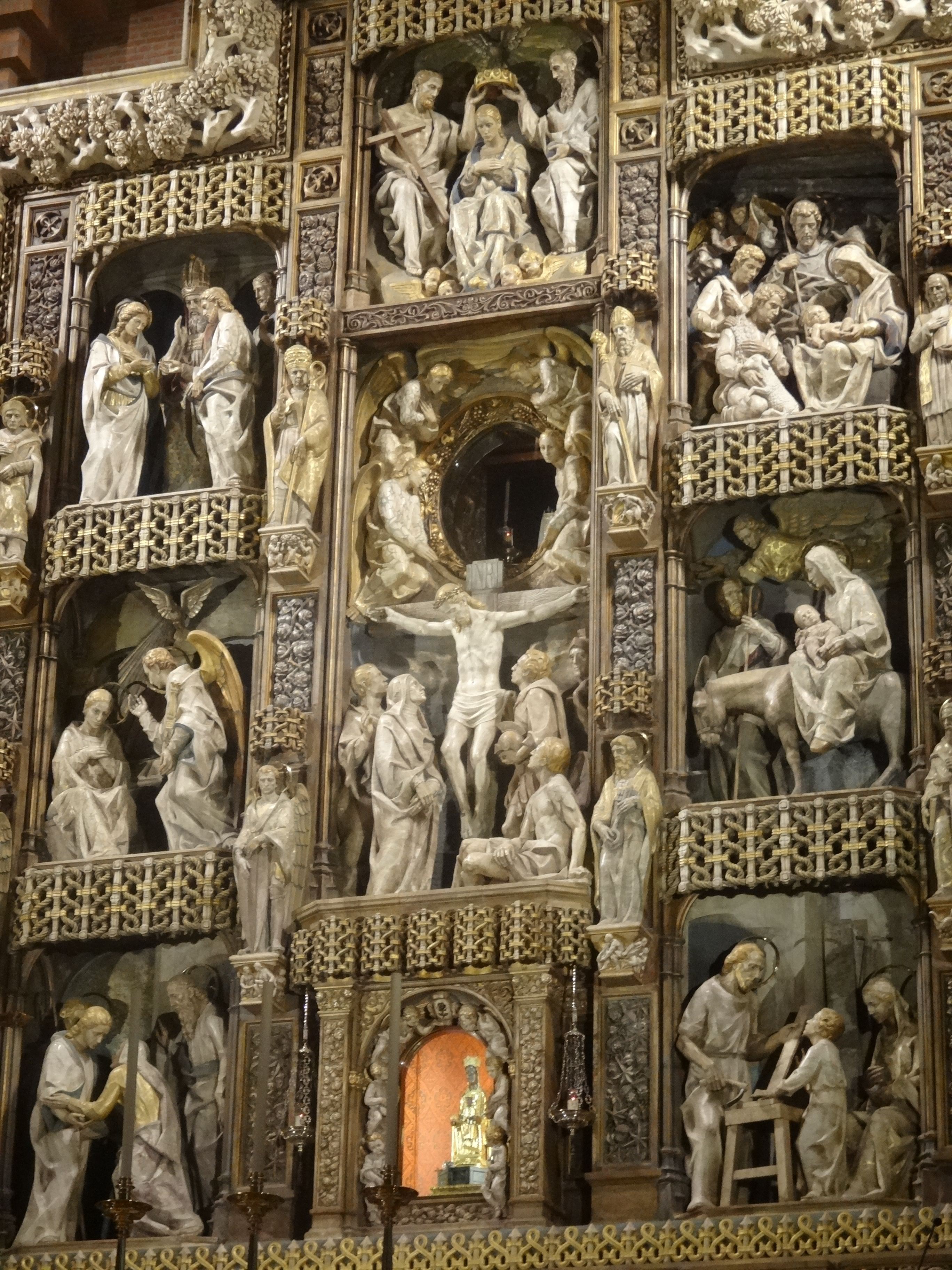
Das Albaster Retabel von Joan Mayné

Torreciudad ist ein Marienwallfahrtsort in Aragonien.

## Lage
Der Ort liegt in der Gemeinde Secastilla am Ostufer oberhalb des Stausees Embalse de El Grado. Er bietet eine hervorragende Aussicht auf die Pyrenäen.
Mit den Wallfahrtsorten El Pilar, Montserrat, Meritxell und Lourdes bildet Torreciudad die Marianische Route, eine vom christlichen Glauben und der Marienverehrung geprägte Route, die aufgrund ihres historischen Erbes und ihrer gastronomischen und natürlichen Attraktionen von touristischem Interesse ist.

## Geschichte
Torreciudad soll auf eine Einsiedelei aus dem 11. Jahrhundert zurückgehen.
In den 1960er-Jahren beschloss der Opus-Dei-Gründer Josefmaria Escrivá de Balaguer, dort eine neue Kirche zu errichten. Die Kirche Nuestra Señora de Torreciudad (Unsere Liebe Frau von Torreciudad) wurde 1975 eingeweiht. Die Wallfahrtsstätte wurde von dem Architekten Heliodoro Dols (1933–2025) entworfen, der auch den Bau überwachte.

### Vertragsstreit
Im Jahr 1962 wurde zwischen dem Opus Dei und dem Bistum ein Vertrag geschlossen, der die Zuständigkeiten für den Wallfahrtsort, das dortige Gotteshaus und das in Torreciudad verehrte Marienbild regelte. 2020 begann eine Auseinandersetzungen zwischen Opus Dei und der Diözese Barbastro-Monzóne, deren Bischof Pérez eine Aktualisierung des Vertrags verlangte. Es geht dabei um finanzielle Aspekte und die Personalpolitik des Bistums. Denn Bischof Pérez ernannte damals erstmals einen Priester zum Rektor der Wallfahrtskirche, der nicht dem Opus Dei angehört. Auch hat der Marienwallfahrtsort Einnahmen von 1,2 Millionen Euro pro Jahr, während es jährliche nur 19,23 Euro für die Nutzung des Geländes an das Bistum erstattet. Im Oktober 2024 bestellte Papst Franziskus den Dekan der Römischen Rota, Erzbischof Alejandro Arellano Cedillo, zum bevollmächtigten Päpstlichen Sonderkommissar und Delegaten des Heiligen Stuhls für die Basilika von Torreciudad und die dazugehörigen Anlagen.

## Ausstattung
In dem Kirchenschiff befindet sich ein moderner Alabasteraltar des spanischen Bildhauers Joan Mayné mit Szenen aus dem Marienleben. In der Krypta befindet sich eine Kapelle der Heiligen Familie. Die Stätte beherbergt die alte Statue der Madonna von Torreciudad aus der alten Einsiedelei.